# Grand Prix automobile de Milan 1936
Le Grand Prix automobile de Milan 1936 est un Grand Prix qui s'est tenu sur le circuit du parc Sempione de Milan le 28 juin 1936.

## Grille de départ
| 1re ligne | Pos. 2                         | Pos. 1                            | Pos. 3                            |
| --------- | ------------------------------ | --------------------------------- | --------------------------------- |
|           | Varzi Auto Union 1 min 34 s 6  | Nuvolari Alfa Romeo 1 min 33 s 4  | Brivio Alfa Romeo 1 min 36 s 4    |
| 2e ligne  | Pos. 5                         | Pos. 4                            | Pos. 6                            |
|           | Farina Alfa Romeo 1 min 38 s 8 | Tadini Alfa Romeo 1 min 38 s 4    | Biondetti Alfa Romeo 1 min 40 s 2 |
| 3e ligne  | Pos. 7                         | Pos. 8                            | Pos. 9                            |
|           | Siena Maserati 1 min 41 s 0    | Belmondo Alfa Romeo 1 min 42 s 0  | Banti Alfa Romeo 1 min 45 s 0     |
| 4e ligne  | Pos. 10                        | Pos. 11                           | Pos. 12                           |
|           | Dusio Maserati 1 min 45 s 0    | Battaglia Alfa Romeo 1 min 48 s 8 | De Rham Alfa Romeo 1 min 49 s 6   |

## Classement de la course
| Pos. | no | Pilote             | Écurie                    | Châssis            | Tours | Temps/Abandon     | Grille |
| ---- | -- | ------------------ | ------------------------- | ------------------ | ----- | ----------------- | ------ |
| 1    | 44 | Tazio Nuvolari     | Scuderia Ferrari          | Alfa Romeo 12C-36  | 60    | 1 h 35 min 56 s 4 | 1      |
| 2    | 54 | Achille Varzi      | Auto Union AG             | Auto Union Type C  | 60    | + 8 s 8           | 2      |
| 3    | 40 | Giuseppe Farina    | Scuderia Ferrari          | Alfa Romeo 12C-36  | 59    | + 1 tour          | 5      |
| 4    | 68 | Antonio Brivio     | Scuderia Ferrari          | Alfa Romeo 8C-35   | 59    | + 1 tour          | 3      |
| 5    | 52 | Mario Tadini       | Scuderia Ferrari          | Alfa Romeo 8C-35   | 57    | + 3 tours         | 4      |
| 6    | 50 | Clemente Biondetti | Scuderia Maremmana        | Alfa Romeo Tipo B  | 56    | + 4 tours         | 6      |
| 7    | 42 | Piero Dusio        | Scuderia Torino           | Maserati 6C-34     | 53    | + 7 tours         | 10     |
| 8    | 60 | Sergio Banti       | Scuderia Maremmana        | Alfa Romeo 8C 2600 | 52    | + 8 tours         | 9      |
| 9    | 56 | Giovanni Battaglia | Privé                     | Alfa Romeo Tipo B  | 52    | + 8 tours         | 11     |
| Abd. | 10 | Jacques de Rham    | Scuderia Maremmana        | Alfa Romeo Tipo B  | 0     | Accident          | 12     |
| Abd. | 1  | Vittorio Belmondo  | Privé                     | Alfa Romeo Tipo B  | 0     | Accident          | 8      |
| Abd. | 5  | Eugenio Siena      | Scuderia Torino           | Maserati 6C-34     |       |                   | 7      |
| Np.  | 36 | Tommaso Tenni      | Officine Alfieri Maserati | Maserati           |       | Non partant       |        |
| Np.  | 38 | Luigi Pages        | Privé                     | Alfa Romeo         |       | Non partant       |        |
| Np.  | 46 | ?                  | Officine Alfieri Maserati | Maserati           |       | Non partant       |        |
| Np.  | 64 | Luigi Villa        | Privé                     | Bugatti            |       | Non partant       |        |

- Légende: Abd.=Abandon - Np.=Non partant.

## Pole position et record du tour
- Pole position :  Tazio Nuvolari (Alfa Romeo) en 1 min 33 s 4.
- Meilleur tour en course :  Achille Varzi (Auto Union) en 1 min 33 s 4.